# Incidenti aerei per numero di vittime
Viene riportata qui di seguito la lista dei più gravi incidenti aerei mai accaduti, classificati basandosi sul numero di vittime. Nel rendiconto vengono considerate le sciagure avvenute sia in cielo sia a terra; nel numero di vittime sono state considerate anche eventuali persone, coinvolte nell'evento, che però non si trovavano a bordo del velivolo. Vengono inclusi nella lista solo gli incidenti con almeno 99 vittime.
Per un elenco più esaustivo si veda: lista di incidenti aerei di voli commerciali.
La lista non comprende gli attentati dell'11 settembre 2001.

## Legende
| Forma          | Distanza                    |
| -------------- | --------------------------- |
| /              | < 20 km                     |
| "al largo di"  | < 20 km (incidenti in mare) |
| "vicino a"     | da 20 a 50 km               |
| "nell'area di" | > 50 km                     |

| Abbreviazione | Descrizione                  |
| ------------- | ---------------------------- |
| STD           | Stazionamento                |
| TXI           | Rullaggio                    |
| TOF           | Decollo                      |
| ICL           | Salita iniziale              |
| ENR           | In rotta                     |
| MNV           | Evoluzioni o manovre in volo |
| APR           | Avvicinamento                |
| LDG           | Atterraggio                  |
| UNK           | Sconosciuta                  |

| Contenuto | Descrizione          |
| --------- | -------------------- |
| †         | Nessun sopravvissuto |
| n*        | Numero sopravvissuti |

Gli aeroporti nella colonna "Aeroporto" sono rappresentati utilizzando il codice aeroportuale IATA.
Le date nella colonna "Data" sono espresse nel formato gg-mm-aaaa.

## Lista
| Vittime | Superstiti | Incidente                                                          | Aeromobile                                      | Fase    | Località                                                                        | Aeroporto | Data       |
| ------- | ---------- | ------------------------------------------------------------------ | ----------------------------------------------- | ------- | ------------------------------------------------------------------------------- | --------- | ---------- |
| 583     | 61*        | Disastro aereo di Tenerife                                         | Boeing 747-121, Boeing 747-206B                 | TXI/TOF | Spagna, Tenerife                                                                | TFN       | 27-03-1977 |
| 520     | 4*         | Volo Japan Airlines 123                                            | Boeing 747SR-46                                 | ENR     | Giappone, Monte Takamagahara, vicino a Ueno                                     |           | 12-08-1985 |
| 349     | †          | Collisione aerea di Charkhi Dadri                                  | Boeing 747-168B, Ilyushin Il-76TD               | ENR     | India, Charkhi Dadri                                                            |           | 12-11-1996 |
| 346     | †          | Volo Turkish Airlines 981                                          | McDonnell Douglas DC-10-10                      | ENR     | Francia, Fontaine-Chaalis                                                       |           | 03-03-1974 |
| 329     | †          | Volo Air India 182                                                 | Boeing 747-237B                                 | ENR     | Irlanda, Oceano Atlantico, nell'area di Cork                                    |           | 23-06-1985 |
| 301     | †          | Volo Saudia 163                                                    | Lockheed L-1011-200 TriStar                     | ENR     | Arabia Saudita, Riad                                                            |           | 19-08-1980 |
| 298     | †          | Volo Malaysia Airlines 17                                          | Boeing 777-2H6ER                                | ENR     | Ucraina, vicino a Hrabove, Oblast' di Donec'k                                   |           | 17-07-2014 |
| 290     | †          | Volo Iran Air 655                                                  | Airbus A300B2-203                               | ENR     | Iran, Stretto di Hormuz, al largo di Shib Deraz                                 |           | 03-07-1988 |
| 275     | †          | Incidente dell'Ilyushin Il-76 dei Guardiani della rivoluzione      | Ilyushin Il-76MD                                | ENR     | Iran, vicino a Kerman                                                           |           | 19-02-2003 |
| 273     | †          | Volo American Airlines 191                                         | McDonnell Douglas DC-10-10                      | TOF     | Stati Uniti, Des Plaines, Illinois                                              | ORD       | 25-05-1979 |
| 270     | †          | Volo Pan Am 103                                                    | Boeing 747-121                                  | ENR     | Regno Unito, Lockerbie                                                          |           | 21-12-1988 |
| 269     | †          | Volo Korean Air 007                                                | Boeing 747-230B                                 | ENR     | Russia, Mar del Giappone vicino all'isola di Moneron, Oblast' di Sachalin       |           | 01-09-1983 |
| 265     | †          | Volo American Airlines 587                                         | Airbus A300B4-605R                              | ENR     | Stati Uniti, Belle Harbor, New York,                                            |           | 12-11-2001 |
| 264     | 7*         | Volo China Airlines 140                                            | Airbus A300B4-622R                              | APR     | Giappone, Komaki                                                                | NKM       | 26-04-1994 |
| 261     | †          | Volo Nigeria Airways 2120                                          | Douglas DC-8-61                                 | APR     | Arabia Saudita, Gedda                                                           | JED       | 11-07-1991 |
| 260     | 1*         | Volo Air India 171                                                 | Boeing 787-8 Dreamliner                         | ICL     | India, Ahmedabad                                                                | AMD       | 12-06-2025 |
| 257     | †          | Volo Air New Zealand 901                                           | McDonnell Douglas DC-10-30                      | ENR     | Antartide, Monte Erebus                                                         |           | 28-11-1979 |
| 257     | †          | Incidente dell'Ilyushin Il-76 dell'Aeronautica militare algerina   | Ilyushin Il-76MD                                | ICL     | Algeria, Boufarik                                                               |           | 11-04-2018 |
| 256     | †          | Volo Arrow Air 1285                                                | Douglas DC-8-63CF                               | ICL     | Canada, Gander, Isola di Terranova                                              | YQX       | 12-12-1985 |
| 239     |            | Incidente dell'Antonov An-32 di Air Africa                         | Antonov An-32B                                  | ICL     | RD del Congo, Kinshasa                                                          | NLO       | 08-01-1996 |
| 239(?)  | †(?)       | Volo Malaysia Airlines 370                                         | Boeing 777-2H6ER                                | ENR     | Sconosciuta, probabilmente nell'Oceano Indiano                                  |           | 08-03-2014 |
| 234     | †          | Volo Garuda Indonesia 152                                          | Airbus A300B4-220                               | APR     | Indonesia, vicino a Medan                                                       | MES       | 26-09-1997 |
| 230     | †          | Volo TWA 800                                                       | Boeing 747-131                                  | ENR     | Stati Uniti, Oceano Atlantico, al largo di East Moriches                        |           | 17-07-1996 |
| 229     | †          | Volo Swissair 111                                                  | McDonnell Douglas MD-11                         | ENR     | Canada, Oceano Atlantico, al largo di Peggys Cove                               |           | 02-09-1998 |
| 228     |            | Volo Korean Air 801                                                | Boeing 747-3B5                                  | APR     | Stati Uniti, Asan, Guam                                                         | GUM       | 06-08-1997 |
| 228     | †          | Volo Air France 447                                                | Airbus A330-203                                 | ENR     | Brasile, Oceano Atlantico, nei pressi dell'arcipelago di San Pietro e San Paolo |           | 01-06-2009 |
| 225     | †          | Volo China Airlines 611                                            | Boeing 747-209B                                 | ENR     | Taiwan, vicino alle Isole Penghu                                                |           | 25-05-2002 |
| 224     | †          | Volo Metrojet 9268                                                 | Airbus A321-231                                 | ENR     | Egitto, vicino ad Hasna, Sinai                                                  |           | 31-10-2015 |
| 223     | †          | Volo Lauda Air 004                                                 | Boeing 767-3Z9ER                                | ENR     | Thailandia, Parco Nazionale di Phu Toei                                         |           | 26-05-1991 |
| 217     | †          | Volo EgyptAir 990                                                  | Boeing 767-366ER                                | ENR     | Stati Uniti, al largo di Cape Cod                                               |           | 31-10-1999 |
| 213     | †          | Volo Air India 855                                                 | Boeing 747-237B                                 | ENR     | India, Mar Arabico, al largo di Mumbai                                          |           | 01-01-1978 |
| 203     | †          | Volo China Airlines 676                                            | Airbus A300B4-622R                              | APR     | Taiwan, Distretto di Dayuan                                                     | TPE       | 16-02-1998 |
| 200     | †          | Volo Aeroflot 7425                                                 | Tupolev Tu-154B-2                               | ENR     | Uzbekistan, vicino a Uchkuduk                                                   |           | 10-07-1985 |
| 199     | †          | Volo TAM 3054                                                      | Airbus A320-233                                 | LDG     | Brasile, San Paolo                                                              | CGH       | 17-07-2007 |
| 191     | †          | Volo Martinair 138                                                 | Douglas DC-8-55F                                | ENR     | Sri Lanka, vicino a Maskeliya                                                   |           | 04-12-1974 |
| 189     | †          | Volo Birgenair 301                                                 | Boeing 757-225                                  | ENR     | Rep. Dominicana, Oceano Atlantico, al largo di Puerto Plata                     |           | 06-02-1996 |
| 189     | †          | Volo American Airlines 77                                          | Boeing 757-223                                  | ENR     | Stati Uniti, Arlington                                                          |           | 11-09-2001 |
| 189     | †          | Volo Lion Air 610                                                  | Boeing 737 MAX 8                                | ENR     | Indonesia, Mar di Giava, al largo di Giacarta                                   |           | 29-10-2018 |
| 188     | †          | Incidente del Boeing 707 di Alia del 1975                          | Boeing 707-321C                                 | ENR     | Marocco, Tamri                                                                  |           | 03-08-1975 |
| 183     |            | Volo Icelandic Airlines 001                                        | Douglas DC-8-63CF                               | APR     | Sri Lanka, Katunayake                                                           | CMB       | 15-11-1978 |
| 183     | †          | Volo LOT Polish Airlines 5055                                      | Ilyushin Il-62M                                 | ENR     | Polonia, Varsavia                                                               | WAW       | 09-05-1987 |
| 181     |            | Volo Avianca 011                                                   | Boeing 747-283B                                 | APR     | Spagna, Madrid                                                                  | MAD       | 27-11-1983 |
| 180     | †          | Volo Inex-Adria Aviopromet 1308                                    | McDonnell Douglas MD-81                         | ENR     | Francia, Monte San Pietro, Corsica                                              |           | 01-12-1981 |
| 179     | 2*         | Volo Jeju Air 2216                                                 | Boeing 737-800                                  | LDG     | Corea del Sud, Muan                                                             | MWX       | 29-12-2024 |
| 178     |            | Volo Aeroflot 3352                                                 | Tupolev Tu-154                                  | LDG     | Russia, Omsk                                                                    | OMS       | 11-10-1984 |
| 178     | †          | Collisione aerea di Dniprodzeržyns'k                               | Tupolev Tu-134A (entrambi)                      | ENR     | Ucraina, vicino a Dniprodzeržyns'k                                              |           | 11-08-1979 |
| 176     | †          | Volo Ukraine International Airlines 752                            | Boeing 737-8KV                                  | ICL     | Iran, Teheran                                                                   | IKA       | 08-01-2020 |
| 176     |            | Volo Surinam Airways 764                                           | Douglas DC-8-62                                 | APR     | Suriname, Paramaribo                                                            | PBM       | 07-06-1989 |
| 176     | †          | Collisione aerea di Zagabria del 1976                              | Hawker Siddeley Trident 3B, Douglas DC-9-32     | ENR     | Croazia, Vrbovec                                                                |           | 10-09-1976 |
| 176     |            | Incidente del Boeing 707 di Alia del 1973                          | Boeing 707-3D3C                                 | LDG     | Nigeria, Kano                                                                   | KAN       | 22-01-1973 |
| 174     | †          | Volo Aeroflot 217                                                  | Ilyushin Il-62                                  | APR     | Russia, Mosca                                                                   | SVO       | 13-10-1973 |
| 170     | †          | Volo UTA 772                                                       | McDonnell Douglas DC-10-30                      | ENR     | Niger, Ténéré                                                                   |           | 19-09-1989 |
| 170     | †          | Volo Pulkovo Airlines 612                                          | Tupolev Tu-154M                                 | ENR     | Ucraina,Sukha Balka, Oblast' di Donec'k                                         |           | 22-08-2006 |
| 169     |            | Volo Kenya Airways 431                                             | Airbus A310-304                                 | ENR     | Costa d'Avorio, Oceano Atlantico, nel Golfo di Guinea                           |           | 30-01-2000 |
| 168     | †          | Volo Caspian Airlines 7908                                         | Tupolev Tu-154M                                 | ENR     | Iran, Qazvin                                                                    |           | 15-07-2009 |
| 167     | †          | Volo Pakistan International Airlines 268                           | Airbus A300B4-200                               | APR     | Nepal, Kathmandu                                                                | KTM       | 28-09-1992 |
| 167     | †          | Volo Mexicana 940                                                  | Boeing 727-264                                  | ENR     | Messico, Michoacán                                                              |           | 31-03-1986 |
| 166     | †          | Volo Aeroflot 4225                                                 | Tupolev Tu-154B-2                               | ENR     | Kazakistan, Almaty                                                              |           | 08-07-1980 |
| 162     | †          | Volo AirAsia 8501                                                  | Airbus A320-216                                 | ENR     | Indonesia, Stretto di Karimata, nel Mar di Giava                                |           | 28-12-2014 |
| 162     | 1*         | Volo All Nippon Airways 58                                         | Boeing 727-281, Sabre F-86F                     | ENR     | Giappone, Shizukuishi                                                           |           | 30-07-1971 |
| 160     | †          | Volo China Northwest Airlines 2303                                 | Tupolev Tu-154M                                 | ENR     | Cina, Xi'an                                                                     |           | 06-06-1994 |
| 160     | †          | Volo West Caribbean Airways 708                                    | McDonnell Douglas MD-82                         | ENR     | Venezuela, Machiques                                                            |           | 16-08-2005 |
| 159     |            | Volo American Airlines 965                                         | Boeing 757-223                                  | APR     | Colombia, vicino a Buga                                                         | CLO       | 20-12-1995 |
| 159     | †          | Volo South African Airways 295                                     | Boeing 747-244B                                 | ENR     | Mauritius, Oceano Indiano                                                       |           | 28-11-1987 |
| 159     | †          | Volo Dana Air 992                                                  | McDonnell Douglas MD-83                         | APR     | Nigeria, Lagos                                                                  | LOS       | 03-06-2012 |
| 159     | †          | Incidente del C-130 Hercules della Nigerian Air Force              | Lockheed C-130H Hercules                        | ICL     | Nigeria, Lagos                                                                  |           | 26-09-1992 |
| 158     | 8*         | Volo Air India Express 812                                         | Boeing 737-8HG                                  | LDG     | India, Mangalore                                                                | IXE       | 22-05-2010 |
| 157     |            | Volo Libyan Arab Airlines 1103                                     | Boeing 727-2L5, MiG-23                          | APR     | Libia, Tripoli                                                                  | TIP       | 22-12-1992 |
| 157     | †          | Volo Ethiopian Airlines 302                                        | Boeing 737 MAX 8                                | ENR     | Etiopia, Biscioftù                                                              |           | 10-03-2019 |
| 156     | 1*         | Volo Northwest Airlines 255                                        | Douglas DC-9-82                                 | TOF     | Stati Uniti, Romulus, Michigan                                                  | DTW       | 16-08-1987 |
| 156     | †          | Volo Pakistan International Airlines 740                           | Boeing 707-340C                                 | ENR     | Arabia Saudita, vicino a Taif                                                   |           | 26-11-1979 |
| 156     | †          | Incidente dell'Ilyushin Il-62 di Interflug del 1972                | Ilyushin Il-62                                  | ENR     | Germania, Königs Wusterhausen                                                   |           | 14-08-1972 |
| 155     | †          | Abbattimento del C-130 Hercules dell'USAF                          | Lockheed C-130B Hercules                        | ENR     | Vietnam, Kham Duc                                                               |           | 12-05-1968 |
| 155     | †          | Volo Spantax 275                                                   | Convair 990 Coronado                            | ICL     | Spagna, Tenerife                                                                | TFN       | 03-12-1972 |
| 155     | †          | Volo Viasa 742                                                     | Douglas DC-9-32                                 | ICL     | Venezuela, Maracaibo                                                            | MAR       | 16-03-1969 |
| 154     | †          | Volo Turkish Airlines 452                                          | Boeing 727-2F2                                  | APR     | Turchia, Isparta                                                                | ISE       | 19-9-1976  |
| 154     | †          | Volo Gol Transportes Aéreos 1907                                   | Boeing 737-8EH, Embraer Legacy 600              | ENR     | Brasile, vicino a Peixoto de Azevedo                                            |           | 29-09-2006 |
| 154     |            | Volo Spanair 5022                                                  | McDonnell Douglas MD-82                         | TOF     | Spagna, Madrid                                                                  | MAD       | 20-08-2008 |
| 153     | †          | Volo Pan Am 759                                                    | Boeing 727-235                                  | ICL     | Stati Uniti, Kenner, Louisiana                                                  | MSY       | 09-07-1982 |
| 152     | 1*         | Volo Yemenia 626                                                   | Airbus A310-324                                 | APR     | Comore, Oceano Indiano, Canale del Mozambico, al largo di Mitsamiouli           | HAH       | 30-06-2009 |
| 152     | †          | Volo Airblue 202                                                   | Airbus A321-231                                 | APR     | Pakistan, Islamabad                                                             | ISB       | 28-07-2010 |
| 150     | †          | Volo Germanwings 9525                                              | Airbus A320-211                                 | ENR     | Francia, nelle Alpi                                                             |           | 24-03-2015 |
| 150     | †          | Volo Cubana de Aviación 9646                                       | Ilyushin II-62M                                 | ICL     | Cuba, L'Avana                                                                   | HAV       | 03-09-1989 |
| 149     |            | Volo EAS Airlines 4226                                             | BAC One-Eleven 500                              | ENR     | Nigeria, Kano                                                                   |           | 04-05-2002 |
| 149     |            | Volo Mandala Airlines 091                                          | Boeing 737-230                                  | ICL     | Indonesia, Medan                                                                | MES       | 05-09-2005 |
| 148     | †          | Volo Iberia Airlines 610                                           | Boeing 727-256                                  | ENR     | Spagna, Monte Oiz, Bilbao                                                       |           | 19-02-1985 |
| 148     | †          | Volo Flash Airlines 604                                            | Boeing 737-3Q8                                  | ENR     | Egitto, Mar Rosso, al largo di Sharm el-Sheikh                                  |           | 03-01-2004 |
| 146     | †          | Volo Dan-Air 1008                                                  | Boeing 727-46                                   | APR     | Spagna, Tenerife                                                                | TFN       | 25-04-1980 |
| 145     | †          | Volo Vladivostok Air 352                                           | Tupolev Tu-154M                                 | APR     | Russia, vicino a Budarovka, Oblast' di Irkutsk                                  | IKT       | 04-07-2001 |
| 144     | †          | Volo Pacific Southwest Airlines 182                                | Boeing 727-214, Cessna 172                      | APR     | Stati Uniti, San Diego                                                          | SAN       | 25-09-1978 |
| 144     | †          | Volo Independent Air 1851                                          | Boeing 707-331B                                 | APR     | Portogallo, Santa Maria, Azzorre                                                | SMA       | 08-02-1989 |
| 144     | †          | Volo ADC Airlines 86                                               | Boeing 727-231                                  | APR     | Nigeria, Ejirin                                                                 | LOS       | 07-11-1996 |
| 143     | †          | Volo Avianca 410                                                   | Boeing 727-21                                   | ENR     | Colombia, Sardinata                                                             |           | 17-03-1988 |
| 143     | †          | Volo Gulf Air 072                                                  | Airbus A320-212                                 | APR     | Bahrein, Golfo Persico, al largo di Al Muharraq                                 | BAH       | 23-08-2000 |
| 141     | †          | Volo China Southern Airlines 3943                                  | Boeing 737-31B                                  | APR     | Cina, Guilin                                                                    | KWL       | 24-11-1992 |
| 141     | †          | Volo Vnukovo Airlines 2801                                         | Tupolev Tu-154M                                 | APR     | Norvegia, Isole Svalbard                                                        | LYR       | 29-08-1996 |
| 141     |            | Incidente del Lockheed L-188C Electra di Trans Service Airlift     | Lockheed L-188 Electra                          | ENR     | Angola, Jamba                                                                   |           | 18-12-1995 |
| 141     |            | Volo Union des Transports Aériens de Guinée 141                    | Boeing 727-223                                  | TOF     | Benin, Cotonou                                                                  | COO       | 25-12-2003 |
| 139     | †          | Incidente del C-130 Hercules dell'Indonesian Air Force             | Lockheed C-130 Hercules                         | ICL     | Indonesia, Medan                                                                | MES       | 30-06-2015 |
| 138     |            | Incidente del Lockheed C-5 Galaxy United States Air Force          | Lockheed C-5A Galaxy                            | ENR     | Vietnam, Saigon                                                                 |           | 04-04-1975 |
| 137     | †          | Volo VASP 168                                                      | Boeing 727-212A                                 | APR     | Brasile, Pacatuba                                                               | FOR       | 06-06-1982 |
| 137     |            | Volo Delta Air Lines 191                                           | Lockheed L-1011 TriStar                         | APR     | Stati Uniti, Dallas                                                             | DFW       | 02-08-1985 |
| 135     | 1*         | Incidente del C-130 Hercules dell'Indonesian Air Force             | Lockheed C-130H-30 Hercules                     | ICL     | Indonesia, Giacarta                                                             | HLP       | 05-10-1991 |
| 134     | †          | Collisione aerea di New York del 1960                              | Douglas DC-8-21, Lockheed L-1049                | APR     | Stati Uniti, New York                                                           | LGA       | 16-12-1960 |
| 133     | †          | Volo All Nippon Airways 60                                         | Boeing 727-81                                   | APR     | Giappone, Oceano Pacifico, nella Baia di Tokyo                                  | HND       | 04-02-1966 |
| 133     |            | Volo Indian Airlines 113                                           | Boeing 737-2A8                                  | APR     | India, Ahmedabad                                                                | AMD       | 19-10-1988 |
| 133     | †          | Collisione aerea di Teheran del 1993                               | Tupolev Tu-154, Sukhoi Su-24                    | APR/TOF | Iran, Teheran                                                                   | THR       | 08-02-1993 |
| 132     | †          | Volo China Eastern Airlines 5735                                   | Boeing 737-89P(WL)                              | ENR     | Cina, Contea di Teng                                                            |           | 21-03-2022 |
| 132     | †          | Volo USAir 427                                                     | Boeing 737-3B7                                  | APR     | Stati Uniti, Aliquippa, Pennsylvania                                            | PIT       | 08-09-1994 |
| 132     | †          | Volo SAM Colombia 501                                              | Boeing 727-146                                  | ENR     | Colombia, vicino a Medellín                                                     |           | 19-05-1993 |
| 132     | †          | Volo Aeroflot 8641                                                 | Yakovlev Yak-42                                 | ENR     | Bielorussia, Mazyr                                                              |           | 28-06-1982 |
| 131     | †          | Volo Air Philippines 541                                           | Boeing 737-2H4                                  | APR     | Filippine, Samal                                                                | DVO       | 19-04-2000 |
| 131     |            | Volo TAP Air Portugal 425                                          | Boeing 727-282Adv                               | LDG     | Portogallo, Madera                                                              | FNC       | 19-11-1977 |
| 131     |            | Volo Tan-Sahsa 414                                                 | Boeing 727-224                                  | APR     | Honduras, Tegucigalpa                                                           | TGU       | 21-10-1989 |
| 130     | 2*         | Volo Air France 007                                                | Boeing 707-328                                  | TOF     | Francia, Parigi                                                                 | ORY       | 03-06-1962 |
| 130     | †          | Volo TAAG Angola Airlines 462                                      | Boeing 737-200                                  | ICL     | Angola, Lubango                                                                 | SDD       | 08-11-1983 |
| 129     | †          | Incidente del C-124 Globemaster dell'USAF                          | Douglas C-124A-DL Globemaster II                | APR     | Giappone, Tachikawa                                                             | RJTC      | 18-06-1953 |
| 129     |            | Volo Air China 129                                                 | Boeing 767-2J6ER                                | APR     | Corea del Sud, Pusan                                                            | PUS       | 15-04-2002 |
| 128     | †          | Volo Iran Air 291                                                  | Boeing 727-86                                   | APR     | Iran, sulle montagne dell'Elburz                                                | THR       | 21-01-1980 |
| 128     |            | Disastro aereo di Canton                                           | Boeing 737-247, Boeing 707-3J6B, Boeing 757-21B | LDG/STD | Cina, Canton                                                                    | CAN       | 02-10-1990 |
| 128     | †          | Collisione aerea del Grand Canyon                                  | Douglas DC-7, Lockheed L-1049                   | ENR     | Stati Uniti, Grand Canyon, Arizona                                              |           | 30-06-1956 |
| 127     | †          | Volo Bhoja Air 213                                                 | Boeing 737-236                                  | APR     | Pakistan, Islamabad                                                             | ISB       | 20-04-2012 |
| 127     |            | Abbattimento del Mil Mi-26 della Russian Air Force                 | Mil Mi-26                                       | ENR     | Russia, Chankala                                                                |           | 19-08-2002 |
| 126     |            | Incidente del Bristol Britannia di Globe Air                       | Bristol Britannia 313                           | APR     | Cipro, Nicosia                                                                  | NIC       | 20-04-1967 |
| 126     |            | Volo ČSA 540                                                       | Ilyushin Il-62                                  | APR     | Siria, Damasco                                                                  | DAM       | 20-08-1975 |
| 125     |            | Volo Ethiopian Airlines 961                                        | Boeing 767-260ER                                | APR     | Comore, Oceano Indiano, al largo di Grande Comore                               | HAH       | 23-11-1996 |
| 125     |            | Volo S7 Airlines 778                                               | Airbus A310-300                                 | LDG     | Russia, Irkutsk                                                                 | IKT       | 09-07-2006 |
| 125     | †          | Volo Baikal Airlines 130                                           | Tupolev Tu-154                                  | ENR     | Russia, Irkutsk                                                                 |           | 03-01-1994 |
| 124     | †          | Volo BOAC 911                                                      | Boeing 707-436                                  | ENR     | Giappone, Fuji                                                                  |           | 05-03-1966 |
| 123     |            | Volo South African Airways 228                                     | Boeing 707-344C                                 | ICL     | Namibia, Windhoek                                                               | WDH       | 20-04-1968 |
| 123     |            | Volo Varig 820                                                     | Boeing 707-320C                                 | APR     | Francia, Saulx-les-Chartreux                                                    | ORY       | 11-07-1973 |
| 123     | †          | Volo Faucett 251                                                   | Boeing 737-222                                  | APR     | Perù, Arequipa                                                                  | AQP       | 29-02-1996 |
| 122     | †          | Volo Aeroflot 1491                                                 | Antonov An-10                                   | APR     | Ucraina, vicino a Charkiv                                                       | HRK       | 18-05-1972 |
| 122     | †          | Volo Aeroflot 964                                                  | Tupolev Tu-104B                                 | APR     | Russia, Mosca                                                                   | DME       | 13-10-1973 |
| 122     | †          | Incidente dello Shaanxi Y-8 dell'Aeronautica militare birmana      | Shaanxi Y-8F-200                                | ENR     | Birmania, Mare delle Andamane, al largo di Tavoy                                |           | 07-06-2017 |
| 121     | †          | Volo Helios Airways 522                                            | Boeing 737-31S                                  | ENR     | Grecia, vicino a Grammatiko                                                     |           | 14-08-2005 |
| 121     |            | Volo Pakistan International Airlines 705                           | Boeing 720-040B                                 | APR     | Egitto, Il Cairo                                                                | CAI       | 20-05-1965 |
| 120     | †          | Collisione aerea di Juchnov                                        | Ilyushin Il-14M, Antonov An-12BP                | ENR     | Russia, Juchnov                                                                 |           | 23-06-1969 |
| 119     | †          | Volo Iran Airtours 956                                             | Tupolev Tu-154M                                 | APR     | Iran, vicino a Sarab Dowreh                                                     | KHD       | 12-02-2002 |
| 119     | †          | Incidente del Boeing 737 di TAME del 1983                          | Boeing 737-2V2 Adv.                             | APR     | Ecuador, Cuenca                                                                 | CUE       | 11-07-1983 |
| 118     | 1*         | Disastro aereo di Linate                                           | McDonnell Douglas MD-87, Cessna Citation CJ2    | TOF/TXI | Italia, Milano                                                                  | LIN       | 08-10-2001 |
| 118     | †          | Volo Trans-Canada Air Lines 831                                    | Douglas DC-8-54CF                               | ENR     | Canada, Sainte-Thérèse, Québec                                                  |           | 29-11-1963 |
| 118     | †          | Volo British European Airways 548                                  | Hawker Siddeley Trident 1C                      | ICL     | Regno Unito, Staines                                                            | LHR       | 18-06-1972 |
| 117     | †          | Volo Air India 101                                                 | Boeing 707-437                                  | ENR     | Francia, Monte Bianco                                                           |           | 24-01-1966 |
| 117     | †          | Volo Bellview Airlines 210                                         | Boeing 737-2L9                                  | ENR     | Nigeria, vicino a Lagos                                                         |           | 22-10-2005 |
| 116     | †          | Volo Air Algérie 5017                                              | McDonnell Douglas MD-83                         | ENR     | Mali, vicino a Gossi                                                            |           | 24-07-2014 |
| 116     | †          | Volo Avioimpex 110                                                 | Yakovlev Yak-42                                 | APR     | Macedonia del Nord, Ohrid                                                       | OHD       | 20-11-1993 |
| 116     | 1*         | Volo Sudan Airways 139                                             | Boeing 737-200C                                 | APR     | Sudan, Port Sudan                                                               | PZU       | 08-07-2003 |
| 115     | †          | Volo Korean Air 858                                                | Boeing 707-3B5C                                 | ENR     | Birmania, Mare delle Andamane                                                   |           | 29-11-1987 |
| 115     | †          | Volo Alitalia 112                                                  | Douglas DC-8-43                                 | APR     | Italia, Montagna Longa, Palermo                                                 | PMO       | 05-05-1972 |
| 114     | †          | Volo Kenya Airways 507                                             | Boeing 737-8AL                                  | ENR     | Camerun, Douala                                                                 |           | 05-05-2007 |
| 113     | †          | Volo Armavia 967                                                   | Airbus A320-221                                 | APR     | Russia, Mar Nero, al largo di Adler                                             | AER       | 03-05-2006 |
| 113     | †          | Volo Air France 4590                                               | Aérospatiale-BAC Concorde                       | ICL     | Francia, Gonesse                                                                | CDG       | 25-07-2000 |
| 113     | †          | Volo Thai Airways International 311                                | Airbus A310-304                                 | ENR     | Nepal, Parco nazionale del Langtang                                             |           | 31-07-1992 |
| 113     | †          | Volo Air France 117                                                | Boeing 707-328                                  | APR     | Francia, Guadalupa                                                              | PTP       | 22-06-1962 |
| 113     | 11         | Volo Eastern Air Lines 66                                          | Boeing 727-225                                  | APR     | Stati Uniti, New York                                                           | JFK       | 24-07-1975 |
| 112     | †          | Volo China Northern Airlines 6136                                  | McDonnell Douglas MD-82                         | APR     | Cina, Dalian                                                                    | DLC       | 07-05-2002 |
| 112     | †          | Volo CAAC Airlines 3303                                            | Hawker Siddeley Trident                         | APR     | Cina, Contea di Yangshuo                                                        | KWL       | 26-04-1982 |
| 112     | †          | Volo Gulf Air 771                                                  | Boeing 737-2P6                                  | APR     | Emirati Arabi Uniti, Mina Jebel Ali                                             | AUH       | 23-09-1983 |
| 112     | †          | Volo Sterling Airlines 296                                         | Sud Aviation Caravelle                          | ENR     | Emirati Arabi Uniti, Emirato di Fujaira                                         |           | 14-03-1972 |
| 112     | †          | Volo Dan-Air 1903                                                  | De Havilland DH.106 Comet                       | ENR     | Spagna, Massiccio del Montseny                                                  |           | 03-07-1970 |
| 112     | 1*         | Volo Cubana de Aviación 972                                        | Boeing 737-201 Adv.                             | ICL     | Cuba, Santiago del Las Vegas                                                    | HAV       | 18-05-2018 |
| 112     |            | Volo United Airlines 232                                           | McDonnell Douglas DC-10-10                      | LDG     | Stati Uniti, Sioux City, Iowa                                                   | SUX       | 19-07-1989 |
| 111     | †          | Volo Alaska Airlines 1866                                          | Boeing 727-100                                  | APR     | Stati Uniti, vicino a Juneau, Alaska                                            | JNU       | 04-09-1971 |
| 111     | †          | Incidente del Canadair CL-44 (N228SW) di Flying Tiger Line         | Canadair CL-44D4-1                              | APR     | Vietnam, Đà Nẵng                                                                | DAD       | 24-12-1966 |
| 111     | †          | Volo Caledonian Airways 153                                        | Douglas DC-7                                    | ICL     | Camerun, Douala                                                                 | DLA       | 04-03-1962 |
| 111     | †          | Volo Aeroflot 909                                                  | Ilyushin Il-18E                                 | ENR     | Russia, vicino a Verchnjaja Chava                                               |           | 06-03-1976 |
| 110     | †          | Volo ValuJet 592                                                   | Douglas DC-9-32                                 | ENR     | Stati Uniti, Everglades, Florida                                                |           | 11-05-1996 |
| 110     | 1*         | Volo Aeroflot 3519                                                 | Tupolev Tu-154B-2                               | ENR     | Russia, Emel'janovo                                                             |           | 23-12-1984 |
| 110     | †          | Volo Far Eastern Air Transport 103                                 | Boeing 737-222                                  | ENR     | Taiwan, Miaoli                                                                  |           | 22-08-1981 |
| 109     | †          | Volo Air Canada 621                                                | Douglas DC-8-63                                 | LDG     | Canada, Brampton, Ontario                                                       | YYZ       | 05-07-1970 |
| 109     | †          | Volo Aeroflot 1036                                                 | Ilyushin Il-18V                                 | ICL     | Russia, Mar Nero, al largo di Adler                                             | AER       | 01-10-1972 |
| 109     | †          | Incidente dell'Ilyushin Il-18 di Aeroflot                          | Ilyushin Il-18V                                 | APR     | Russia, vicino a San Pietroburgo                                                | LED       | 27-04-1974 |
| 108     |            | Volo Libyan Arab Airlines 114                                      | Boeing 727-224                                  | ENR     | Egitto, Penisola del Sinai                                                      |           | 21-02-1973 |
| 108     | 21*        | Volo Alitalia 4128                                                 | Douglas DC-9-32                                 | APR     | Italia, Mar Tirreno, al largo di Palermo                                        | PMO       | 23-12-1978 |
| 108     | †          | Volo China Southwest Airlines 4146                                 | Ilyushin Il-18D                                 | APR     | Cina, vicino a Chongqing                                                        | CKG       | 18-01-1988 |
| 108     |            | Volo Invicta International Airlines 435                            | Vickers 952 Vanguard                            | APR     | Svizzera, Reinach                                                               | BSL       | 10-04-1973 |
| 108     |            | Volo Sosoliso Airlines 1145                                        | Douglas DC-9-32                                 | LDG     | Nigeria, Port Harcourt                                                          | PHC       | 10-12-2005 |
| 108     | †          | Volo Aeroflot 3932                                                 | Tupolev Tu-104                                  | ICL     | Russia, Ekaterinburg                                                            | SVX       | 30-09-1973 |
| 107     |            | Volo China General Aviation 7552                                   | Yakovlev Yak-42                                 | ICL     | Cina, Nanchino                                                                  | NKG       | 31-07-1992 |
| 107     | †          | Volo Flying Tiger Line 739                                         | Lockheed L-1049                                 | ENR     | Oceano Pacifico                                                                 |           | 16-03-1962 |
| 107     | †          | Volo Avianca 203                                                   | Boeing 727-21                                   | ENR     | Colombia, Bogotà                                                                |           | 27-11-1989 |
| 107     | †          | Volo Pan Am 812                                                    | Boeing 707-321B                                 | APR     | Indonesia, nell'area di Negara                                                  | DPS       | 22-04-1974 |
| 107     | †          | Volo Aeroflot 2230                                                 | Ilyushin Il-18V                                 | ICL     | Russia, Aramil'                                                                 | SVX       | 16-11-1967 |
| 106     | †          | Incidente del Sud Aviation Caravelle di Royal Air Maroc            | Sud Aviation SE-210 Caravelle                   | ENR     | Marocco, Tétouan                                                                |           | 22-12-1973 |
| 106     | †          | Incidente del C-130 Hercules della Iranian Air Force               | Lockheed C-130E Hercules                        | APR     | Iran, Teheran                                                                   | THR       | 06-12-2005 |
| 105     | †          | Volo Kam Air 904                                                   | Boeing 737-242                                  | ENR     | Afghanistan, Pamir mountains                                                    |           | 03-02-2005 |
| 104     | †          | Collisione aerea di Ankara del 1963                                | Vickers Viscount 754D, Douglas C-47             | APR/ENR | Turchia, Ankara                                                                 | ESB       | 01-02-1963 |
| 104     | †          | Volo Cebu Pacific 387                                              | Douglas DC-9-32                                 | ENR     | Filippine, Monte Balatukan                                                      |           | 02-02-1998 |
| 104     | †          | Volo SilkAir 185                                                   | Boeing 737-36N                                  | ENR     | Indonesia, Fiume Musi                                                           |           | 19-12-1997 |
| 104     | †          | Volo Iberia 602                                                    | Sud Aviation SE 210 Caravelle                   | APR     | Spagna, Ibiza                                                                   | IBZ       | 07-01-1972 |
| 103     | 1*         | Volo Afriqiyah Airways 771                                         | Airbus A330-202                                 | APR     | Libia, Tripoli                                                                  | TIP       | 12-05-2010 |
| 102     | †          | Volo Adam Air 574                                                  | Boeing 737-4Q8                                  | ENR     | Indonesia, Stretto di Makasar                                                   |           | 01-01-2007 |
| 102     | †          | Incidente del Douglas DC-9 di Dominicana de Aviación               | Douglas DC-9-32                                 | ICL     | Rep. Dominicana, al largo di Santo Domingo                                      | SDQ       | 15-02-1970 |
| 102     | 1*         | Volo Air Algérie 6289                                              | Boeing 737-2T4                                  | ICL     | Algeria, Tamanrasset                                                            | TMR       | 06-03-2003 |
| 102     | †          | Incidente dell'Antonov An-12 dell'Indian Air Force                 | Antonov An-12BP                                 | ENR     | India, monte Chandrabhaga                                                       |           | 07-02-1968 |
| 101     | †          | Volo Aeroflot 558                                                  | Ilyushin Il-18V                                 | ENR     | Russia, vicino a Verchneural'skij                                               |           | 31-08-1972 |
| 101     |            | Volo Thai Airways International 261                                | Airbus A310-204                                 | APR     | Thailandia, Surat Thani                                                         | URT       | 11-12-1998 |
| 101     | 1*         | Volo LANSA 502                                                     | Lockheed L-188 Electra                          | ICL     | Perù, Cuzco                                                                     | CUZ       | 09-08-1970 |
| 101     |            | Volo Eastern Air Lines 401                                         | Lockheed L-1011-385-1 TriStar                   | APR     | Stati Uniti, Everglades, Florida                                                | MIA       | 29-12-1972 |
| 101     | †          | Volo Northwest Orient Airlines 293                                 | Douglas DC-7CF                                  | ENR     | Stati Uniti, Oceano Pacifico, nell'area di Annette Island                       |           | 03-06-1963 |
| 100     | †          | Volo Malaysian Airlines System 653                                 | Boeing 737-2H6                                  | ENR     | Malaysia, vicino a Tanyong Kupang                                               |           | 04-12-1977 |
| 100     |            | Incidente dell'Ilyushin Il-18 di United Arab Airlines              | Ilyushin Il-18D                                 | LDG     | Egitto, Assuan                                                                  | ASW       | 20-03-1969 |
| 99      | 15*        | Incidente del L-100 Hercules dell'Aeronautica militare indonesiana | Lockheed L-100-30 Hercules                      | APR     | Indonesia, vicino a Maduan                                                      | IAF       | 20-05-2009 |
| 99      | †          | Volo TAM 402                                                       | Fokker F100                                     | ICL     | Brasile, São Paulo                                                              | CGH       | 31-10-1996 |
| 99      |            | Volo Aeroflot 3603                                                 | Tupolev Tu-154B-2                               | APR     | Unione Sovietica, vicino a Noril'sk                                             | NSK       | 16-11-1981 |
| 99      | †          | Volo KLM 607E                                                      | Lockheed L-1049 Super Constellation             | ENR     | Irlanda, Oceano Atlantico, al largo di Shannon                                  |           | 14-08-1958 |
| 98      | 2*         | Volo Pakistan International Airlines 8303                          | Airbus A320-214                                 | APR     | Pakistan, Karachi                                                               | KHI       | 22-05-2020 |
| 98      | †          | Volo Khabarovsk United Air Group 3949                              | Tupolev Tu-154B                                 | ENR     | Russia, intorno a Grosseviči, territorio di Chabarovsk                          |           | 07-12-1995 |
| 98      |            | Incidente del Lockheed C-130 dell'Aeronautica militare saudita     | Lockheed C-130H Hercules                        | APR     | Arabia Saudita vicino a Khafji                                                  | OERM      | 21-03-1991 |
| 98      | †          | Volo Indian Air Force 203                                          | Antonov An-12BP                                 | ENR     | India, Rohtang Pass                                                             |           | 07-02-1968 |
| 98      |            | Volo Britannia Airways 105                                         | Bristol 175 Britannia 102                       | APR     | Jugoslavia, Komenda, SR Slovenia                                                | LJU       | 01-09-1966 |
| 64      | †          | Volo American Eagle 5342                                           | CRJ-700 Sikorsky H-60                           | LDG/ENR | Stati Uniti, Washington D.C.                                                    |           | 29-01-2025 |